# Uma Pistola para Djeca
Uma Pistola para Djeca é um filme brasileiro, do gênero comédia, de 1969, estrelado por Mazzaropi, dirigido por Ary Fernandes e produzido pela PAM Filmes. O título faz um trocadilho com o personagem do  filme de nome semelhante, famoso no subgênero spaghetti western. Conta com números musicais de Patricia Mayo (dublada por Silvana), Mazzaropi e o grupo Os Caçulas e Afonso Barbosa.

## Enredo
Em um pequeno vilarejo do interior durante o Período Colonial, Eulália é a filha de um caipira que é  violentada por Luís, filho do Coronel Arnaldo, prefeito e fazendeiro mais rico da região. Ela fica grávida e se torna mãe de Paulinho. O pai de Eulália, o simplório Gumercindo, não se conforma, mas nada pode fazer frente aos capangas e ao poder do coronel. Oito anos depois, Paulinho sofre com o desprezo dos colegas da escola pelo fato de não ter pai. Gumercindo tenta novamente convencer o filho do coronel a resolver a situação, mas é mandado embora das terras dele. Gumercindo reage e com ajuda dos amigos e da solteirona Eufrásia, uma pretendente sua que lhe dá uma antiga garrucha, ele enfrenta atrapalhadamente os algozes como o Djeca do sertão.

## Elenco
- Mazzaropi - Gumercindo "Djeca" da Conceição[5]
- Patrícia Mayo - Eulália da Conceição
- Milton Pereira - Paulinho da Conceição
- Rogério Câmara - Coronel Arnaldo
- Tony Vieira - Luis, Filho do Coronel Arnaldo
- Wanda Marchetti - Esposa do Coronel Arnaldo
- Yaratan Lauletta
- Zaira Cavalcanti - Dona Eufrásia
- Elizabeth Hartmann - Professora
- Linda Fernandes
- Nena Viana - Dona do Botequim
- Paulo Bonelli - Tavares, o capataz
- Cleusa Marim
- Araken Saldanha - Advogado de Luis
- Carlos Garcia - Amigo de Gumercindo
- Rildo Gonçalves - Advogado de Eulália
- Argeu Ferrari - Juíz
- Nello Pinheiro - Agenor
- Tony Cardi - Juvenal